# ギルバート・デュランダル
ギルバート・デュランダル（Gilbert Dullindal）は、テレビアニメ『機動戦士ガンダムSEED DESTINY』に登場する架空の人物。
担当声優は池田秀一。

## キャラクター概要
アニメーション作品『機動戦士ガンダムSEED DESTINY』第1話から登場。また、『ガンダムSEED』シリーズや『ガンダム』シリーズの各種メディアミックスにも登場する。
『SEED DESTINY』のシリーズ構成を担当した両澤千晶は、デュランダルのモデルとして初期のアドルフ・ヒトラーを挙げている。

## 設定における人物像
ユニウスセブンにて結ばれたユニウス条約がプラント側にやや不利な内容だった責任をとってカナーバ政権が退陣したため、代わって、プラント最高評議会議長に就任する。シーゲル・クラインの思想を踏襲しナチュラルとの融和策を採っている。『スペシャルエディション2 それぞれの剣』においては元々の専門は遺伝子科学者であった事が語られており、スタッフインタビューにおいてはかつてはパトリック・ザラの推し進める遺伝子研究（コーディネイターの出生率低下対策）に従事していたとされる。また、ドラマCDにおいては議長就任前は優秀な遺伝子学者であり、デュランダル博士と呼ばれていた事が語られている。

## 作中の描写
かつてタリア・グラディスとは恋人関係にあったが、第二世代コーディネイターである二人は互いの遺伝子配列を調べた結果、デュランダルとタリアの組み合わせでは第三世代コーディネイター＝子供を生み出せないことが発覚。婚姻統制を実施するプラントの法律では、子供を生み出せない者同士による結婚は許可されていない。デュランダルは次世代が残せなくともかまわないと共に暮らすことを望んでいたが、タリア自身が「自分は子供がほしい」と切望していたため、デュランダルが身を引く形で別れることになった。ただし、その後になっても互いに情を通わせている。
加えて、友人であったラウ・ル・クルーゼが自らの出生と命の短さ、人の欲望の醜さに絶望し、世界を破滅させようとしたこともあり、深い落胆を味わったデュランダルは、「願いが叶わぬ」という悲劇を回避するため、人間は「初めから正しい道」を選んでいるべきだと考えるようになる。すなわち、人は人生の最初に予め、不成功や挫折、無用な争いやかなう可能性の低い目標への努力といったリスクが無い分相応の進路（＝運命）を与えられていたほうがよい、と考えるに至ったのである。そしてその考えに基づき、遺伝子工学による優生学的社会システム「デスティニープラン」を構想する。
アーモリーワンにおいて、オーブ代表カガリ・ユラ・アスハと秘密裏に会談中、地球連合軍ファントムペインの襲撃を受け、3機のセカンドステージシリーズMSを強奪される。宇宙戦艦ミネルバは避難していたデュランダルを乗せたままファントムペイン母艦ガーティー・ルーを追撃する。ユニウスセブン落下テロ事件の際、ミネルバが主砲によるユニウスセブン破壊を試みるにあたり、ボルテールに退避した。その後、アスランを説得してザフト軍に復帰させ、FAITHに任命し、セイバーを与えた。また、開戦後には人心掌握を目論み、ラクス・クラインの替え玉としてミーア・キャンベルを用意する。
ガルナハン攻略戦後、ミネルバのパイロット達と会談し、戦果を褒め称え、この戦争の黒幕としてロゴスの存在を示唆する。ベルリンでのザフト軍と地球連合軍の衝突が終結した後、デュランダルは世界に向け演説を行い、戦争の元凶としてロゴスを糾弾し、その構成員の情報を全世界に流し、対ロゴス姿勢を表明して世論を味方につけた。ベルリンでのデストロイの阻止にあたり、アークエンジェル所属のフリーダムがザフト軍と共闘したが、プロパガンダでフリーダムの活躍を、映像の改竄によって隠蔽している。
エンジェルダウン作戦では、ミネルバにアークエンジェル討伐を命じ、アークエンジェルは撃ちもらしたもののフリーダムを撃破することに成功する。しかしこの事は、アスランの苦悩を深めていくと共に、デュランダルに対する反発を抱かせる結果となった。
シン・アスカに、これまでの功績を称えてデスティニーを、アスランにレジェンドを預ける。しかしレイ・ザ・バレルからアスランの近況の報告を受け、彼を見限りレイに処遇を一任したが、メイリンの協力によりアスランはザフト軍を再び脱走した。アスランとメイリンの撃墜許可をレイから求められた事で、デュランダルはそれを許可、結果的にアスランをシンが撃墜する。以後デュランダルは、シンの個人的な功績を認めると同時に彼をFAITHに任命するなど、徐々に自分の影響下に置くようになった。
ロード・ジブリールをオーブが匿っている事を知ったデュランダルは、ジブリール討伐を名目にオーブ侵攻を決意し、ミネルバにそれを命じるも、アークエンジェルの介入により混乱が生じ、ジブリールが逃亡したことによりタリアの決断でミネルバは撤退する。後に自身への反論の演説を行ったカガリの演説の対抗として、ラクスを演じるミーア・キャンベルに反オーブの演説をさせるが、宇宙にいたと思っていた本物のラクスがオーブの放送に出演した事に驚きを隠すことが出来なかった。この後、ミーアにラクスを演じさせていた事実についての弁明の演説はしなかったものの、ミーアの存在は不要と見なし、彼女を月のコペルニクスに幽閉同然の生活を強いている。
レクイエム攻防戦では自らも戦場に赴き指揮を執り、ザフトの戦力の殆どを召集する事でレクイエムの第二射が撃たれる寸前でのジブリールの討伐に成功する。攻防戦後、本物のラクスが乗艦しているアークエンジェルがコペルニクスに辿り着いた事で、ミーアの監視を任せていたサラにラクスの暗殺を命令、ラクス・クライン暗殺未遂事件を引き起こす。邪魔になったミーアもろとも抹殺する事で、ラクスの影武者に関する事実をうやむやにしようとするが、ミーアがラクスを庇い命を落とした事で、ラクスの暗殺は失敗に終わった。
その後、秘密裏に行っていたレクイエムの修理が完了した事で、宇宙要塞メサイアにてデスティニープランを全世界に提唱し遺伝子による統制社会を宣言。その全貌が明かされるまでは保留の姿勢をとる国が多い中でスカンジナビア王国、そしてカガリが政権を奪回した事で国の方針が大きく変化していたオーブが拒否の立場を表明し、防衛体制を整える。これに対し、話し合いに見せかけて軍事的攻撃姿勢を見せた大西洋連邦のジョセフ・コープランド大統領をアルザッヘル月基地諸共抹殺した。これを受けたオーブは防衛のためにアークエンジェルを中心とした艦隊を派遣する。デュランダルはレクイエムの照準をオーブに合わせつつ、ザフト軍を召集してアークエンジェル・オーブ軍を迎撃した。
しかし、アークエンジェル・オーブ軍、そして一部のクライン派ザフト軍・地球連合軍を中核とした反抗勢力により、ザフト軍の戦力は次々と突破され、更にはザフト軍ジュール隊がデュランダルのやり方に疑問を持ったことで離反し、レクイエムの破壊を許してしまう。崩壊寸前のメサイアに独りで残り、キラと人類の未来について言い争うが、互いに引き金を引こうとしたその瞬間、キラの言葉を聞いて明日を求めたレイに撃たれ、致命傷を負った。デュランダルは駆け付けたタリアに抱かれながら、遺伝子的にクルーゼと同一人物であったはずのレイの取った正反対の行動に満足そうに3人で爆炎の中に消え、メサイアと運命を共にした。
『コミックボンボン版』では、キラと対峙する場面が無く、搭乗機のレジェンドが戦闘不能となり、崩壊寸前のメサイアに帰還したレイに労いの声をかけながら、メサイアと運命を共にした。また、レクイエムの存在について、かなり早い段階から知っていたような描き方をされている。
『機動戦士ガンダムSEED C.E.73 STARGAZER』においては声のみ登場。

## その他
インパルスのパイロットを、当時シンよりも高い操縦技術の持ち主であったレイではなく、後に高い戦闘能力を示しSEEDの能力も発現させたシンを抜擢した。これはタリアの予想を裏切るものであり、彼女は後にデュランダルがDNA解析の専門家としてシンの素質を把握していたのでは、と推測している。この抜擢もまた、デュランダルの遺伝子に適した役割を持たせるデスティニー・プランの構想に当てはまるものといえる。
地球連合軍のデストロイの情報を入手し、ベルリンでの戦闘でフリーダムの戦闘シーンを削除したプロパガンダ映像を流すことでザフト軍の正当性を示し世論の賛意を得るなど、情報戦を制する謀略家という側面もある。
息子であるアスランすら唾棄したパトリック・ザラを擁護してアスランを一時的に盲信状態に引き込む、小説版における早期のデスティニープラン導入を決定した地域からの支持などを見ても、優れた為政者であると共に人心の掌握にも長けていることが解る。ユニウスセブン落下の被災地への救助と連合に弾圧される地域への援助で地球の市民から支持を得ていき、言葉巧みに「ロゴスこそが全ての元凶」と扇動することでプラントおよび地球から絶大な支持を得ることで、小説版でのシンが「全てはロゴスのせいだから自分が何も悪くない」と断じていたように、プラント側のほぼ全ての人間と地球の支持者を思考停止の盲信状態にしている。勧告無しに行ったレクイエムによるアルザッヘルへの攻撃、デスティニープラン導入を拒否したオーブへの攻撃にジュール隊以外は誰も疑問を抱かなかった点、ラクスへの偶像崇拝と相まってアークエンジェルとエターナルをロゴスと決めつけた事例などからも、彼の手腕を窺うことが出来る。カガリもラクスの暗殺未遂とミーアの出現を知るまでは良い指導者と見ており、キラもラクス暗殺未遂事件がなければ支持していたことを認めている。
謀略に長けていたが詰めの甘いところもあり、強敵と認識していたラクス・クラインがオーブの中継で現れた時に「なぜ彼女がオーブに」と驚愕したり、シンがキラを撃墜した際もキラの遺体を確認せずに「フリーダムとキラの死は間違いない」と確信するなどして、結果的に敵の巻き返しを受けている。
レイとは彼が幼い頃からの交流があり、養子のような存在であった。レイはラウがディオキアの研究所で拾ってきて、ラウの死後はギルバートの手で育てられた。最期はキラの明日を求めたレイの手によって撃たれたが、それまではレイからは信頼と愛情を寄せられていた。
物語終盤ではデスティニープラン実現のためには手段を選ばない行動を取り始め、自らが人類の敵と称したロゴスの遺産であるレクイエムを修繕し使用したことがジュール隊の怒りを買い、反対勢力への加勢を生み出してしまう。
チェスが趣味。劇中では、チェス盤を前にし思考にふける姿が度々描写されていた。
劇中では立場上「デュランダル議長」または「議長」と呼ばれることが多く、クライン派メンバーもそう呼んでいた。個人的に親しいレイからは「ギル」、タリアからは「ギルバート」「タヌキ」と呼ばれることもあったが、公的な場などでは、彼らも当然「議長」と呼んでいた。また、ロゴスメンバーは「デュランダル」と呼び捨てにしていた。
メンデルの関係者であったことが示唆されており、レイにクルーゼが服用していたのと同じものと思われる薬を手渡す場面が描写されている。キラが「最高のコーディネイター」であることを知っていたのも、このためである。

## ゲームメディアでの出演
ゲーム『スーパーロボット大戦Scramble Commander the 2nd』では、機動戦士Ζガンダムのパプテマス・シロッコと盟友となっており、人類間戦争をデスティニープランで消滅させた後、彼のクローンによるニュータイプ部隊を結成し、異星人の侵略から地球圏を守護する計画を進めていたが、クローン技術を嫌悪するレイに聞かれてしまい、彼に撃たれる。
『スーパーロボット大戦L』ではミネルバ隊が当初から味方などかなり好意的で、ラビッドシンドロームの治療のために奔走したり、ロゴスの糾弾放送の際、ジブリールに先手を打ってマクロス・フロンティア船団が平行世界から来た存在であることを明かしたり、キラに関しても侵略者に少しでも対抗するために敢えて見逃したりしているなど、主人公部隊であるLOTUSの支援をしていたため所属者からも強い信頼を得ていた。また、本作のデスティニープランはセントラルを始めとした侵略者に対抗するためにSEEDやゼントラ化因子等を持つ者を発見し防衛力を強化する、などその内容に具体性と整合性が持たされていた。しかし、タリアはFAITHとしてデスティニープランを断固拒否する事を決断し、ミネルバ隊メンバーと共々ザフトを離反。同じくデスティニープランに反対の立場を取ったLOTUSもデュランダルと袂を分かつことになり、唯一自身の下へ戻ってきたレイと共に戦うことになるが、敗北後にメサイアの中にやってきたLOTUSのパイロット達との会話の末、彼らの覚悟を見、タリアに諭された結果、世界の行く末を彼らに任せて身を引く事を決意する。その後は崩壊するメサイアに残って運命を共にしたと思われていたが、月面にてLOTUSがクトゥルフとムーンWILLの連合軍と戦闘している時、要塞のバリアに攻めあぐねていたLOTUSを援護すべくメサイアと共に現れ、メサイアそのものによる体当たりを決行し、壮絶な最期を遂げた。

## 評価
『愛と戦いのロボット 完全保存版』で発表されたアンケート「みんなで選ぶロボットアニメーションベスト100」では、「一番美しい悪役・敵役は？」で第29位にランクインした。